# 辻中豊
辻󠄀中 豊（つじなか ゆたか、1954年 - ）は、日本の政治学者。筑波大学教授・副学長、東海大学副学長、東洋学園大学学長、東海大学非常勤講師、筑波大学客員教授など歴任。専門は利益集団（利益団体・圧力団体）・公共政策・市民社会・ソーシャルキャピタル研究。日本における利益集団と市民社会の代表的な研究者である。
阪野亘、村松岐夫、山川雄巳、足立忠夫に師事。国際大学協会(IAU)の理事（2012年 -2016年 ）、日本政治学会理事長（2014年 -2016年 ）、筑波大学人文社会国際比較研究機構（ICR）（2014年 - 2018年）の機構長、東海大学政治経済学部教授（2018年 -2022年 ）、同副学長（文系担当）（2019年 - 2022年）を経て、東洋学園大学学長（2022年 - ）。

## 学歴
- 1972年　大阪府立高津高等学校卒業
- 1976年　大阪大学法学部卒業
- 1978年　大阪大学大学院法学研究科修士課程修了
- 1981年　大阪大学大学院法学研究科博士後期課程単位取得退学
- 1996年　京都大学より博士（法学）の学位を取得

## 職歴
- 1981年4月 北九州大学法学部（政治学科）専任講師
- 1984年4月 北九州大学法学部 助教授
- 1986年10月 筑波大学社会科学系政治学専攻 助教授
- 1989年7月 コーネル大学客員研究員（東アジアプログラム及び政治学部 -1991年5月）
- 1996年6月 日本公共政策学会理事（幹事、-2000年6月）
- 1996年 京都大学より学位取得、博士（法学）
- 1998年2月 『レヴァイアサン』編集委員 (-2009年)
- 1998年10月 筑波大学社会科学系（政治学専攻）教授
- 2001年4月 筑波大学社会学類長・評議員（-2004年5月）
- 2002年6月 日本公共政策学会理事（－2008年6月）
- 2003年4月 筑波大学比較市民社会・国家・文化特別プロジェクト長（－2008年3月）
- 2004年4月 筑波大学大学院人文社会科学研究科 教授、同学長補佐、国際連携室長（-2006年3月）
- 2004年10月 日本政治学会理事
- 2006年4月 筑波大学学長特別補佐（国際連携担当 -2008年3月）
- 2008年4月 筑波大学人文社会科学研究科 国際日本研究専攻長（-2011年3月）
- 2009年4月 筑波大学学長特別補佐（国際連携担当 -2011年3月）
- 2011年4月 筑波大学副学長（国際担当 -2013年3月）
- 2011年 文部科学省科学官
- 2012年 国際大学協会（IAU）理事（-2016年）
- 2013年 筑波大学学長特別補佐（国際担当）
- 2013年4月 国際大学協会（IAU）国際化議委員長
- 2014年 筑波大学人文社会国際比較研究機構（ICR)機構長
- 2014年 日本政治学会理事長（-2016年10月）
- 2017年4月 筑波大学人文社会科学研究科国際日本研究専攻長
- 2018年4月 東海大学政治経済学部政治学科教授[1]
- 2019年4月 東海大学副学長（文系担当）、法学部長
- 2021年4月 日本学術振興会学術システム研究センター運営委員（～現在）
- 2021年9月 東洋学園大学評議員、理事
- 2022年4月 東洋学園大学学長に就任、任期は4年間[2]

## 著書

### 単著
- 1988年『利益集団』,東京大学出版会
- 1989年　国語版：郝玉珍訳,『利益集団』,経済日報出版社
- 1990年　台湾版：陳水逢訳,『日本利益集団』,中日文教基金会
- 1996年　Interest Group Structure and Regime Change in Japan, The Center for International and Security Studies at Maryland.
- 2012年　『政治学入門－公的決定の構造・アクター・状況－』,放送大学教育振興会
- 2016年　中国語版：『比較の中の中国社会団体と地方ガバナンス』,中国社会科学文献出版社

### 共著
- 1986年 村松岐夫・伊藤光利 ・辻󠄀中豊著 『戦後日本の圧力団体』,東洋経済新報社
- 1991年 Peter J. Katzensein and Yutaka Tsujinaka. Defending the Japanese State: Structures, Norms and the Political Responses to Terrorism and Violent Social Protest in the 1970s and 1980s. Cornell University.
- 1992年 村松 岐夫・伊藤 光利・辻󠄀中豊 編著,　『日本의政治』　(朝鮮語版: 『日本の政治』)
- 1994年 稲上毅・H. ウィッタカー・逢見直人・篠田 徹・下平好博・辻󠄀中豊 著, 『ネオ・コーポラティズムの国際比較―新しい政治経済モデルの探索』, 日本労働研究機構
- 1996年 David Knoke, Frantz Urban Pappi, Jefferey Broadbent, and Yutaka Tsujinaka. Comparing Policy Networks: Labor Politics in the U.S.Germany, and Japan. University of Cambridge Press.
- 1992年　(第1版)/ 2001年(第2版)  村松岐夫・伊藤光利・辻󠄀中豊 著,　『日本の政治』,　有斐閣
- 2009年 辻󠄀中豊・ロバート・ペッカネン・山本英弘 著,『現代日本の自治会・町内会――第1回全国調査にみる自治力・ネットワーク・ガバナンス』,木鐸社
- 2014年 Robert J. Pekkanen, Yutaka Tsujinaka, and Hidehiro Yamamoto. Neighborhood Associations and Local Governance in Japan. Routledge.
- 2017年 Yutaka Tsujinaka, Hiroaki Inatsugu. Aftermath: Fukushima and the 3.11 Earthquake (Japanese Society). Trans Pacific Press

#### 章分担
- 1982年 「アメリカ社会の多元性と利益団体」、『アメリカのデモクラシー その栄光と苦悩』、有斐閣
- 1984年 「A.レイプハルトと多極社会のデモクラシー ―自律共存と民主性のジレンマ―」、『現代世界の民主主義理論』、新評論
- 1985年 「ベントリー政治過程論の成立・挫折・転回」、『危機の政治学』、昭和堂
- 1986年 「〔労働団体〕窮地に立つ「労働」の政策決定」、『日本型政策決定の変容』、東洋経済新報社
- 1986年 「現代日本政治のコーポラティズム化―労働と保守政権の二つの「戦略」の交錯」、『講座政治学 〈３〉 政治過程 』、三嶺書房
- 1990年 「国際関係への政治過程アプローチ」、『国際関係入門』、東京大学出版会
- 1993年 「政策過程—政策過程の改革提言」、『政治改革宣言』、亜紀書房
- 1993年 "Rengo and Its Osmotic Networks."  Political Dynamics in Contemporary Japan.  Cornell University Press.
- 1994年 "Rengo: The Final Participant in Japan's Osmotic Corporatism: A Network Interpretation of its Strength."  “Japanese Interest Groups in　Transition  ̶ A Historical and Cross-national Comparative Analysis."  Tsukuba Review of Law and Political Science vol.17.　University of Tsukuba.
- 1995年　Yutaka Tsujinaka and Peter Katzenstein.  "Bullying," "Buying," and "Binding": US-Japanese transnational relations and domestic structures."  Bringing the Transnational Relations Back In: Non-State Actors, Domestic Structures and International Institutions.  University of Cambridge Press.
- 2003年 "From Developmentalism to Maturity: Japan's Civil Society Organizations in a Comparative Perspective."  The State of Civil Society in Japan.  Cambridge University Press
- 2003年　「政党と利益団体・圧力団体」, 『55年体制前期の政党政治』（現代日本政党史録3）, 第一法規
- 2007年　Yutaka Tsujinaka, Jae-Young Choe, and Takafumi Ohtomo.  "Exploring the Realities of Japanese Civil Society Through Comparison."   ASIEN: The German Journal on Contemporary Asia vol.105.
- 2007年 Yutaka Tsujinaka and Robert Pekkanen.  "Civil Society and Interest Groups in Contemporary Japan."  Pacific Affairs: An International Review of Asia and the Pacific vol. 80.
- 2008年  "Japan's Internal Security Policy."  Rethinking Japanese Security: International and External Dimensions.  Routledge
- 2009年 Yutaka Tsujinaka and Leslie M. Tkach-Kawasaki.  "Internet dans la société civile : premier bilan au Japon, en Corée et en Chine (1997-2007)."  Hermès, La Revue: Société civile et internet en Chine et Asie Orientale.
- 2009年 「比較による日本の市民社会の実像」, 『多元的共生を求めて』(未来を拓く人文・社会科学シリーズ),  東信堂
- 2009年 「変わる「コネ」社会　日本　－ネットワーク社会の政治と利益団体」, 『ポリティカル・サイエンス事始め 第3版』,  有斐閣
- 2010年 "Civil Society and Social Capital in Japan." 　International Encyclopedia of Civil Society, 　Springer
- 2012年 "Civil Society and the Triple Disaster Revealed Strengths and Weakness." Natural Disaster and Nuclear Crisis in Japan: Response and Recovery after Japan's 3/11.　 Routledge.
- 2013年　"Constructing Co-governance Between Government and Civil Society: An Institutional Approach to Collaboration." 　Public Organization Review: A Global Journal. Springer.
- 2014年　「ソーシャル・キャピタルと政治」,『ソーシャル・キャピタル 「きずな」の科学とは何か』,ミネルヴァ書房
- 2015年  "Constructing Co-Governance Between Government and Civil Society: An Institutional Approach to Collaboration." 　Governance in South, Southeast, and East Asia: Trends, Issues and Challenges. 　Springer.
- 2016年  Sae Okura, Leslie Tkach-Kawasaki, Yohei Kobayashi, Manuela Hartwig,  and Yutaka Tsujinaka.　 "Analysis of the Policy Network for the “Feed-in Tariff Law” in Japan: Evidence from the GEPON Survey." 　Journal of Contemporary Eastern Asia vol15.　 World Association for Triple hElix and Future strategy studies.

### 編著
- 2002年 辻󠄀中豊 編著、『現代日本の市民社会・利益団体』、木鐸社
- 2016年 辻󠄀中豊 編著、『大震災に学ぶ社会科学 第１巻 政治過程と政策』、東洋経済新報社
- 2016年 辻󠄀中豊 編、『政治変動期の圧力団体』、有斐閣
- 2016年 辻󠄀中豊 編・黄媚 訳、『当代中国社会団体与地方治理―比較視野中的中国』、北京：社会科学文獻出版社

### 共編著
- 2004年 辻󠄀中 豊 ・廉 載鎬 編著、『現代韓国の市民社会・利益団体――日韓比較による体制移行の研究』、木鐸社
- 2006年 辻󠄀中豊・森裕城 他編著、朝鮮語版：『現代韓国の市民社会・利益集団』
- 2010年 辻󠄀中豊・森裕城 編著、『現代社会集団の政治機能―利益団体と市民社会』、木鐸社
- 2010年 辻󠄀中豊・伊藤修一郎 編著、『ローカル・ガバナンス――地方政府と市民社会』、木鐸社
- 2012年 辻󠄀中豊・坂本治也・山本英弘 編著、『現代日本の NPO 政治』、木鐸社
- 2014年 辻󠄀中豊・李景鵬・小嶋華津子 編、『現代中国市民社会・利益団体－比較の中の中国』、木鐸社
- 2014年 Robert J. Pekkanen, Steven Rathgeb Smith, and Yutaka Tsujinaka.　 Nonprofits and Advocacy: Engaging Community and Government in an Era of Retrenchment. 　The Johns Hopkins University Press.
- 2015年 Fahimul Quadir and Yutaka Tsujinaka. 　Civil Society in Asia: In Search of Democracy and Development in Bangladesh.　 Routledge.
- 2017年 Timur Dadabaev, Murod Ismailov, Yutaka Tsujinaka, Social Capital Construction and Governance in Central Asia, Palgrave Macmillan US

### 訳書
- 1981年　セオドア・ロウィ 著,『自由主義の終焉―現代政府の問題性』, 木鐸社
- 1984年  Ph・C・シュミッター, G・レームブルッフ 編,『現代コーポラティズム（1-2）』, 木鐸社
- 1986年　Ph・C・シュミッター, G・レームブルッフ 編,『現代コーポラティズムⅡ:先進諸国の比較分析』,木鐸社